# Havran (přírodní rezervace)
Havran je přírodní rezervace nedaleko obce Dukovany a poblíž přírodní rezervace Pod Havranem.

## Motiv ochrany
Předmětem ochrany je komplex prudkých svahů nad řekou Jihlavou s biotopy skalní vegetace s kostřavou sivou (Festuca pallens), vegetace skal a drolin a suťové lesy s výskytem významných druhů rostlin a živočichů na tato specifická stanoviště vázaných a typy přírodních stanovišť a druhy, pro které byla jiným právním předpisem vyhlášena evropsky významná lokalita Natura 2000 Údolí Jihlavy a které se nacházejí na území přírodní rezervace.